# Гамильтон, Уильям (философ)
Уильям Га́мильтон (англ. William Hamilton; 8 марта 1788, Глазго — 6 мая 1856, Эдинбург) — британский шотландский философ-метафизик, логик, преподаватель, научный писатель.

## Биография
Родился в дворянской семье. Его отец, доктор Уильям Гамильтон, был в 1781 году по рекомендации известного Уильяма Хантера назначен преемником своего отца, доктора Томаса Гамильтона, профессором анатомии в университете Глазго; к моменту его смерти в 1790 году, на 32-м году жизни, он уже приобрёл большую известность. Уильям Гамильтон и его младший брат (впоследствии капитан Томас Гамильтон) по причине ранней смерти отца воспитывались одной матерью. Уильям получил начальное образование в Шотландии, за исключением двух лет, которые провёл в частной школе недалеко от Лондона, а в 1807 году, став Снелловским стипендиатом (англ. Snell Exhibition), поступил в Баллиол-колледж в Оксфорде. Изучал различные науки, получил степень бакалавра в 1811 году и магистра в 1814 году; готовился к получения профессии врача, но вскоре после ухода из Оксфорда отказался от этой идеи и в 1813 году стал адвокатом в Шотландии. Его жизнь, однако, мало изменилась со времён его студенчества; в последующие годы он занимался самыми разнообразными исследованиями, одновременно постепенно сформировались его философские взгляды. Научная работа помогла ему получить хорошую репутацию, и в 1816 он унаследовал титул баронета.
Две поездки в Германию в 1817 и 1820 годах привели к началу изучения им немецкого языка и позже современной (ему) немецкой философии, которую в те времена практически не изучали в британских университетах. В 1820 году стал кандидатом на занятие кафедры нравственной философии в Эдинбургском университете, однако не смог его получить. В 1821 году был назначен профессором общественной истории и в этот период жизни составил несколько курсов лекций по истории Европы и истории литературы. Его вознаграждение составляло 100 фунтов стерлингов в год, получаемых от местного налога на пиво, и его выплата вскоре прекратилась. Многие ученики ушли, класс сократился, и Гамильтон после отмены жалования оставил преподавание. В январе 1827 года пережил смерть своей матери, к которой был сильно привязан. В марте 1828 года женился на своей кузине Джанет Маршалл (Janet Marshall).
В 1829 году в «Эдинбург ревью» было опубликовано его получившее известность эссе «Философия безусловного» (англ. The Philosophy of Unconditioned), представляющее собой критику Канта. В 1836 году стал профессором логики и метафизики и заведующим соответствующей кафедрой в Эдинбурге, активно занимаясь редактированием трудов Рида и Канта. В 1844 году перенёс инсульт, который не затронул мозга, но привёл к параличу правой стороны его тела. Несмотря на болезнь, продолжал работать над научными трудами, последние лекции прочитал в семестре 1855—1856 годов, скончавшись вскоре после этого.

## Взгляды и основные труды
Написал большое количество работ по философии; его собственные взгляды в значительной степени сформировались под влиянием теорий Томаса Рида и Иммануила Канта. Сформулировал понятие «философии безусловного»; как философ считал себя в значительной степени преемником Канта, пытаясь примирить его учение со взглядами шотландских философов. Считал возможным знание только о каких-либо относительных проявлениях существования; согласно Гамильтону, мысль и опыт означают обусловленность, поэтому возможно лишь познание видимости, но не познание сути вещей. Во второй половине XIX Гамильтонова интерпретация кантианства оказалась вытеснена гегельянскими трактовками.
Гамильтон, как один из предшественников современной математической логики, считал целью логики «освобождение ума от ошибок, которые могут быть следствием нечёткости непоследовательного мышления». В своём стремлении найти более подходящий  способ уточнения объёмов предиката Гамильтон предложил рассматривать суждение как сравнение понятий или предметов, как уравнение, в котором предикат определяется количественно, т.е. квантифицировать. В умозаключении он видел математический процесс подстановки равных на место равных. Исходя из такого понимания суждения и умозаключения, он делил силлогизмы на экстенсивные и интенсивные. Основываясь на истолковании суждения, как уравнения, он составил свою классификацию силлогизмов, в которую включил новые модусы, и представил восемь форм категорического высказывания: 
U – все S суть все P,
I  – некоторые S суть некоторые P,
A – все S суть некоторые P,
Y – некоторые S суть все P,
ε   - ни одно S не суть ни одно P,
Ѡ  -  некоторые S не суть некоторые P,
η  - ни одно S не есть некоторые P,
Ο  - некоторые S  не суть ни одно P,
Главные труды: «The Philosophy of Unconditioned» (1829); «Discussions on Philosophy and Literature» (1852); «Lectures on Metaphysics and Logic, 1859—1860».